# D. Malligere, Maddur
D. Malligere là một làng thuộc tehsil Maddur, huyện Mandya, bang Karnataka, Ấn Độ.